# Sharon Creech
Sharon Creech (South Euclid, 29 luglio 1945) è una scrittrice statunitense.

## Biografia
Nata il 29 luglio 1945 a South Euclid da Ann e Arvel Creech, vive e lavora nel Maine.
Dopo aver ottenuto un B.A. all'Hiram College nel 1967, ha conseguito un M.A. alla George Mason University di Washington nel 1979.
Ha insegnato inglese nel Regno Unito e in Svizzera a figli di espatriati americani prima di esordire nella narrativa per ragazzi con Il solito normalissimo caos pubblicato in Inghilterra nel 1990.
Autrice di più di venti opere per bambini e giovani adulti, è stata la prima scrittrice statunitense ad aver ottenuto la Medaglia Newbery e la Medaglia Carnegie.

## Vita privata
Dopo il divorzio dal primo marito, nel 1982 ha sposato Lyle D. Rigg. Ha due figli, Rob e Karen.
La scrittrice si è ispirata al viaggio in barca di sua figlia sull'oceano per scrivere La Vagabonda.

## Opere principali

### Romanzi
- Il solito normalissimo caos (Absolutely Normal Chaos, 1990), Milano, Mondadori, 2002 traduzione di Antonella Borghi ISBN 88-04-50226-6.
- The Recital (1990)
- Nickel Malley (1991)
- Due lune (Walk Two Moons, 1994), Milano, Mondadori, 1998 traduzione di Giorgio Bizzi ISBN 88-04-44640-4.
- Il fantasma di zio Arvie (Pleasing the Ghost, 1996), Milano, Feltrinelli, 2001 traduzione di Paola Maraone ISBN 88-07-92041-7.
- Il sentiero segreto (Chasing Redbird, 1997), Milano, Mondadori, 1999 traduzione di Giovanni Luciani ISBN 88-04-46665-0.
- Un anno in collegio (Bloomability, 1999), Milano, Mondadori, 2000 traduzione di Angela Ragusa ISBN 88-04-47507-2.
- La vagabonda (The Wanderer, 2000), Milano, Mondadori, 2001 traduzione di Angela Ragusa ISBN 88-04-49154-X.
- A pesca nell'aria (Fishing in the air, 2000), Milano, Mondadori, 2002 traduzione di Chiara Carminati ISBN 88-04-50600-8.
- Amo quel cane (Love That Dog, 2001), Milano, Mondadori, 2004 traduzione di Andrea Molesini ISBN 88-04-52837-0.
- A Fine, Fine School (2001)
- La valle dei rubini (Ruby Holler, 2002), Milano, Mondadori, 2003 traduzione di  Raffaella Belletti ISBN 88-04-51525-2.
- Granny Torrelli Makes Soup (2003)
- Heartbeat (2004)
- Replay (2005)
- Who's That Baby (2005)
- The Castle Corona (2007)
- Hate That Cat (2008)
- The Unfinished Angel (2009)
- The Great Unexpected (2012)
- The Boy on the Porch (2013)
- Moo (2016)
- Saving Winslow (2018)

## Premi e riconoscimenti
- Medaglia Newbery: 1995 vincitrice con Due lune
- Carnegie Medal: 2002 vincitrice con La valle dei rubini